# Бэлтени (Васлуй)
Бэлтени (рум. Bălteni) — коммуна в составе жудеца Васлуй (Румыния).

## Состав
В состав коммуны входят следующие населённые пункты (данные о населении за 2002 год):
- Бэлтени (рум. Bălteni) — 929 жителей
- Бэлтени-Дял (рум. Bălteni-Deal) — 533 жителя
- Четрешти (рум. Chetrești) — 159 жителей

## География
Коммуна расположена в 275 км к северо-востоку от Бухареста, 9 км к юго-западу от Васлуя,53 км к югу от Ясс, 142 км к северу от Галаца.

## Население
По данным переписи населения 2002 года в коммуне проживали 1621 человек.

### Национальный состав
| Национальность | Кол-во человек | Процент |
| -------------- | -------------- | ------- |
| Румыны         | 1621           | 100 %   |

### Родной язык
| Язык      | Кол-во человек | Процент |
| --------- | -------------- | ------- |
| Румынский | 1621           | 100 %   |

### Вероисповедание
| Вероисповедание | Кол-во человек | Процент |
| --------------- | -------------- | ------- |
| Православные    | 1613           | 99,5%   |
| Бретрены        | 5              | 0,3%    |
| Пятидесятники   | 2              | 0,1%    |
| Атеисты         | 1              | 0,1%    |

## Политика
По результатам местных выборов 2016 года, местный совет коммуны состоит из 11 депутатов следующих партий:
| Партия                          | Количество депутатов |
| ------------------------------- | -------------------- |
| Социал-демократическая партия   | 10                   |
| Национальная либеральная партия | 1                    |